# Etienne Froidevaux
Etienne Froidevaux (* 20. März 1989 in Biel) ist ein ehemaliger Schweizer Eishockeyspieler, der zuletzt bis zum Saisonende 2022/23 beim EHC Biel in der National League unter Vertrag stand.

## Karriere
Etienne Froidevaux begann seine Karriere als Eishockeyspieler in der Nachwuchsabteilung des SC Bern. In der Saison 2005/06 lief er erstmals im Seniorenbereich auf, als er in zwei Spielen für den EHC Rot-Blau Bern-Bümpliz aus der drittklassigen 1. Liga auflief. In der Saison 2006/07 kam der Center parallel zu seiner Zeit bei den Elite-Junioren des SC Bern zu seinem Debüt im professionellen Eishockey für den SC Langenthal aus der Nationalliga B. Von 2007 bis 2009 trat er parallel für die Profimannschaft des SC Bern in der National League A sowie für den Young-Sprinters Hockey Club und die Schweizer U20-Eishockeynationalmannschaft in der National League B an. In der Saison 2009/10 gewann er mit dem SC Bern den nationalen Meistertitel. Er selbst trug zu diesem Erfolg mit 23 Scorerpunkten, davon sieben Tore, in insgesamt 51 Spielen bei. In der Saison 2011/12 erreichte er mit dem SC Bern erneut das Meisterschaftsfinale, unterlag in diesem mit seiner Mannschaft jedoch den ZSC Lions. 
Zur Saison 2012/13 wurde Froidevaux vom NLA-Teilnehmer SCL Tigers verpflichtet. Nachdem die Tigers in dieser Saison in die NLB abstiegen, unterschrieb er einen Zweijahresvertrag beim Aufsteiger Lausanne HC. Zur Spielzeit 2021/22 wechselte er zum EHC Biel. Dort beendete er nach der Saison 2022/23 seine aktive Karriere.

### International
Für die Schweiz nahm Froidevaux an der U18-Junioren-Weltmeisterschaft 2007, den U20-Junioren-Weltmeisterschaften 2007 und 2008 sowie der U20-Junioren-Weltmeisterschaft der Division I 2009 teil.

## Erfolge und Auszeichnungen
- 2010 Schweizer Meister mit dem SC Bern

### International
- 2009 Aufstieg in die Top-Division bei der U20-Junioren-Weltmeisterschaft der Division I

## Karrierestatistik

### International
Vertrat die Schweiz bei:
- U20-Junioren-Weltmeisterschaft 2007
- U18-Junioren-Weltmeisterschaft 2007
- U20-Junioren-Weltmeisterschaft 2008
- U20-Junioren-Weltmeisterschaft der Division I 2009

(Legende zur Spielerstatistik: Sp oder GP = absolvierte Spiele; T oder G = erzielte Tore; V oder A = erzielte Assists; Pkt oder Pts = erzielte Scorerpunkte; SM oder PIM = erhaltene Strafminuten; +/− = Plus/Minus-Bilanz; PP = erzielte Überzahltore; SH = erzielte Unterzahltore; GW = erzielte Siegtore; 1 Play-downs/Relegation; Kursiv: Statistik nicht vollständig)